# Municipio de Pilot (condado de Vermilion)
El municipio de Pilot (en inglés: Pilot Township) es un municipio ubicado en el condado de Vermilion en el estado estadounidense de Illinois. En el año 2010 tenía una población de 587 habitantes y una densidad poblacional de 3,65 personas por km².

## Geografía
El municipio de Pilot se encuentra ubicado en las coordenadas 40°13′00″N 87°51′3″O / 40.21667, -87.85083. Según la Oficina del Censo de los Estados Unidos, el municipio tiene una superficie total de 161.03 km², de la cual 160,98 km² corresponden a tierra firme y (0,03 %) 0,05 km² es agua.

## Demografía
Según el censo de 2010, había 587 personas residiendo en el municipio de Pilot. La densidad de población era de 3,65 hab./km². De los 587 habitantes, el municipio de Pilot estaba compuesto por el 98,64 % blancos, el 0,17 % eran afroamericanos, el 0,17 % eran amerindios, el 0,51 % eran de otras razas y el 0,51 % eran de una mezcla de razas. Del total de la población el 1,7 % eran hispanos o latinos de cualquier raza.